# Nicolae Brânzeu (Komponist)
Nicolae Brânzeu (* 28. Dezember 1907 in Pitești; † 7. August 1983) war ein rumänischer Komponist und Dirigent.

## Leben

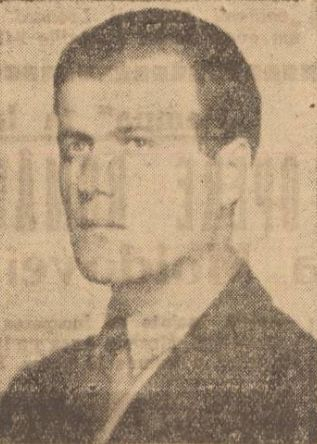
Nicolae Brânzeu

Brânzeu hatte in seiner Heimatstadt Klavierunterricht bei Maria Lerescu und Lucia Stănescu. Von 1926 bis 1931 studierte er am Bukarester Konservatorium (heute Nationale Musikuniversität Bukarest) Musiktheorie und Solfège bei Dumitru Georgescu-Kiriac, Harmonielehre bei Alfonso Castaldi, Kontrapunkt bei Mihail Jora und Musikästhetik und Formenlehre bei Dimitrie Cuclin. Daneben setzte er seine Klavierausbildung bei Lucia Stănescu fort. Von 1931 bis 1934 vervollkommnete er seine musikalische Ausbildung an der Schola Cantorum in Paris bei Guy de Lioncourt (Komposition), Albert Bertelin (Kontrapunkt), Paul Brand (Klavier) und Marcel Labey (Orchesterleitung).
Von 1937 bis 1946 wirkte Brânzeu als Korrepetitor, danach bis 1947 als Dirigent an der Rumänischen Nationaloper in Bukarest. 1948 gründete er die Philharmonie in Arad, die er bis 1972 leitete. Er dirigierte Opernaufführungen in Bukarest und in der Provinz, Symphoniekonzerte in den Philharmonien des Landes und in Polen. 1940–1941 unterrichtete er Harmonielehre am Bukarester Konservatorium, von 1947 bis 1954 und erneut von 1964 bis 1966 Harmonielehre und Kammermusik an der Volkskunstschule in Arad.
Wegen seines von der Neoromantik und dem Expressionismus beeinflussten Kompositionsstils wurde er von Matei Socor, dem damaligen Präsidenten des Rumänischen Komponistenverbandes, kritisiert und musste in den 1950er Jahren staatliche Repressionen hinnehmen. Dennoch wurde er 1964 mit dem Kulturverdienstorden ausgezeichnet.

## Werke
- Imnul “Junimii” für Männerchor (Text von Constantin D. Papastate), 1926
- Motetfür gemischten Chor, 1932
- Monna Vanna după, dramatische Szene nach Maurice Maeterlinck, UA 1934
- Fantezie simfonică, 1934
- Cvartetul pentru pian şi coarde (Quartett für Klavier und Streicher), 1935
- In Memoriam für Orchester, 1936
- Două schiţe simfonice, 1940
- Preludiu şi fugă für Orchester, 1940
- Hymne, sinfonische Dichtung nach Versen von Charles Baudelaire (Übersetzung von Virgil Gheorghiu), UA 1940
- Sărbătoare, Kantate für Chor und Orchester, UA 1940
- Cântecul bradului, Kantate für gemischten Chor und Orchester (Melodie und Verse aus der Sammlung von Ilarioan Cocişu), UA 1940
- Trecut-au anii, sinfonische Dichtung für Tenor und Orchester nach Versen von Mihai Eminescu, UA 1941
- Săptămâna luminată, Oper (Libretto von Constantin Pavel nach einem Stück von Mihail Săulescu), UA 1943
- Trei poeme für Bass und Klavier (Texte von Vasile Voiculescu), 1943
- Isus din copilărie für Bass und Klavier (Texte von Vasile Voiculescu), 1946
- Copilarie sfântă, Poem für Bass und Orchester (Verse von Vasile Voiculescu), 1947
- Scufiţa Roşie, Feenspiel für Kinder, UA 1949
- Cântec haiducesc für Stimme und Klavier nach Volksliedtexten, 1949
- Nocturna für Orchester, 1949, 1956
- Suita simfonică în Do major, 1950
- Piatra din casă, Vaudeville nach einem Text von Vasile Alecsandri, UA 1951
- Simfonia I-a în la minor, 1954
- Când amintirile für Stimme und Klavier (Texte von Mihai Eminescu), 1955
- Colind uitat für Stimme und Klavier (Texte von Vasile Voiculescu), 1955
- Cvintetul pentru pian şi suflători (Quintett für Klavier und Holzbläser), 1957
- Pe pajiştile verz für Stimme und Klavier (Texte von C. Bălcescu), 1958
- Aladin şi lampa fermecată, Schauspielmusik, UA 1958
- Rapsodia I-a für Orchester, 1958
- Simfonia concertantă für Klavier und Orchester, 1959
- Rapsodia II-a für Orchester, 1960
- Foaie verde, firul ierbii, Folklorebearbeitung für Bariton, gemischten Chor und Klavier, 1960
- De dor, Folklorebearbeitung für Sopran und gemischten Chor a cappella, 1960
- Cruciada copiilor, Musikdrama nach dem Theaterstück von Lucian Braga, UA 1961
- Mi-eşti dragă für Stimme und Klavier (Texte von Dumitru Nanu), 1960
- Simfonia a II-a în RE „Pentu pace“ für Frauenchor und Orchester, 1963
- Simfonie de cameră für Streichorchester
- Sonată für Klarinette und Klavier, 1961, Transkription für Geige und Klavier 1963
- Sonată für Klavier, 1965
- Sonată für Violine solo, 1966
- Imnul Liceului din Piteşti für gemischten Chor, Klavier und Streichorchester (Text von Dumitru Nanu), 1966
- Cântec de leagăn pentru Nicolae Bălcescu für Mezzosopran und gemischten Chor (Text von Volbură Poiană-Năsturaş), 1967
- Cântec pentru ţară für gemischten Chor (Text von Alexandru Popescu-Negură), 1967
- Dragostea triumfă, komische Oper (Libretto von Gheorghe Haiduc), UA 1968
- Uvertură sortivă “UTA” für Orchester, 1969
- Meşterul Manole, dramatische Kantate für Solisten, gemischten Chor und Orchester (Texte aus der Sammlung von cantata Vasile Alecsandri), UA 1969
- 5 Lieduri für Tenor und Klavier (Texte von Lucian Blaga), 1970
- Srada stânjeneilor albaştri für Stimme und Klavier (Texte von Afrodita Surdeanu), 1970
- Lieduri für Stimme und Klavier (Texte von Simona Lecca), 1970
- Noapte bună für Stimme und Klavier (Texte von Duiliu Zamfirescu), 1970
- Sonată für Cello und Klavier, 1970
- Luceafărul, Oratorium für Solisten, gemischten Chor und Orchester (Verse von Mihai Eminescu), UA 1970
- Cinci coruri a capella pe versuri de Duliu Zamfierscu für gemischten Chor, 1972
- Trei coruri pe versuri de Mihai Eminescu für gemischten Chor, 1972
- Monna Vanna, Musikdrama nach dem Theaterstück von Maurice Maeterlinck, UA 1976
- Inscripţie pe amintiri für Bariton und Klavier (Texte von Lucian Emandi), 1977
- Poemul Unirii für Orchester, 1977
- Simfonia a III-a în do minor 1977
- Uvertura festivă für Orchester, 1978
- Zana Zorilor, Feenoper (Libretto von Lucian Emandi nach dem Märchen von Ioan Slavici), UA 1981